# Монстера приємна
Монстера приємна (Monstera deliciosa) — вид квіткових рослин родини ароїдних (Araceae).

## Опис
Це найбільша ліана з родини ароїдних. Відносно м'яке трав'яне стебло завтовшки 6–7,5 см виростає в середньому на 9–10 м, часто на стеблі з'являються відгалуження, їхня кількість збільшується з віком рослини. Як і інші монстери, приємна воліє рости вгору. Волочиться по землі рослина лише в рідкісних випадках, наприклад у пошуках опори для зростання. У закритому ґрунті й у домашніх умовах ця рослина до розмірів триповерхового будинку, природно, не виростає; 3 м в довжину максимум для рослин вирощених у неволі.
Листя монстери приємної росте на тонких довгих черешках, має характерну овально-серцеподібну форму. Саме листя шкірясте, гладке, майже глянцеве і досить товсте. Від серцевини листа розходяться розрізи під кутом близько 45 градусів. У дикій природі листки монстери приємної виростають до 1,5 м в діаметрі у дорослих рослин і до 90 см — у молодих. У закритому ґрунті — до 40–60 см.

## Поширення та спосіб життя
Вологі тропічні ліси Амазонії вважаються батьківщиною цієї дивовижної ліани.
Вона плодоносить, причому смачними і, головне, їстівними ягодами. Плід монстери — це велика ягода довжиною 20–30 см, шириною 5–9 см з товстою лускоподібною шкіркою і соковитою ароматною м'якоттю за смаком нагадує суміш банана і ананаса. Ягода настільки смачна й поживна, що дану монстеру вирішили вирощувати як плодоносну рослину в країнах з тропічним кліматом: Індія, Австралія тощо.
Недозрілі ягоди монстери містять велику кількість оксалату кальцію. Ця речовина, в принципі не особливо небезпечна для людини, але викликає тривале відчуття печії в роті.